# История почты и почтовых марок Гернси
История почты и почтовых марок Гернси описывает развитие почтовой связи в следующие периоды:
- функционирования британской почты (1794—1969) и
- период почтовой самостоятельности (c 1969), когда было создано почтовое ведомство Гернси и для этого бейливика стали выпускаться собственные знаки почтовой оплаты.

В настоящее время почтовым оператором на Гернси является компания Guernsey Post («Почта Гернси»).

## Развитие почты

### Королевская почта
Бейливик Гернси включает острова Гернси, Олдерни, Херм и Сарк, и первое почтовое отделение было открыто на острове Гернси в 1794 году. На первых почтовых штемпелях была надпись «Guernsey» как в рамке в виде ленты, так и без рамки.
В 1843 году открылось почтовое отделение на острове Олдерни, в 1857 году — на острове Сарк. Что касается острова Херм, то там в 1925—1938 годах функционировала частная почтовая служба, организованная владельцем острова.
С 1840 года в почтовом обращении на Гернси были британские почтовые марки. Марки вначале гасились штемпелями в форме мальтийского креста, в 1844 году их сменили номерные штемпели (с номером 324 на острове Гернси и с номером 965 на Олдерни). В 1858 году почтовая служба стала применять дуплексные (двойные) штемпели, состоявшие из номерной и круглой календарной частей.
Почтовые марки Великобритании применялись для оплаты почтовой корреспонденции на Гернси, Олдерни и других островах до 1958 года, а в 1958—1969 годах имели хождение региональные знаки почтовой оплаты.
До 1983 года на острове Олдерни существовала также частная почта.

### Почтовая самостоятельность
1 октября 1969 года с созданием собственной почтовой администрации округ Гернси обрёл почтовую самостоятельность и стал выпускать собственные почтовые марки. В почтовых отделениях стали также использоваться новые календарные почтовые штемпели. С 1969 года почтовой администрации Гернси стала подчиняться и почта Олдерни.

## Выпуски почтовых марок

### Первые марки
Первые почтовые марки с надписью «Гернси» (англ. «Guernsey») были выпущены в период оккупации острова немцами во время Второй мировой войны. На выпущенных 18 февраля 1941 года марках трёх номиналов был изображён гернсийский герб. Печать этих почтовых миниатюр производилась на бумаге разного качества в листах по 60 марок в каждом. Первое время после освобождения они оставались в почтовом обращении и были изъяты только 14 апреля 1946 года.
C декабря 1940 года до 22 февраля 1941 года в связи с исчерпанием запасов марок номиналом в 1 пенни оккупационные власти разрешили использовать в качестве однопенсовых разрезанные пополам британские двухпенсовые марки.

### Региональные выпуски
Впоследствии (с 1958 года) на Гернси в обращении были региональные почтовые марки Великобритании, предназначенные специально для использования на Гернси, но пригодные для оплаты почтового сбора на всей территории Великобритании.
По данным Л. Л. Лепешинского (1967), всего в 1941—1963 годах было эмитировано шесть почтовых марок для Гернси.

### Собственные выпуски
Коронное владение Великобритании Гернси эмитирует собственные почтовые марки с момента обретения почтовой самостоятельности 1 октября 1969 года, когда увидела свет первая стандартная серия. Все британские марки при этом вышли из обращения. Три другие острова, включённые в бейливик Гернси, — Олдерни, Херм и Сарк — также использовали выпуски Гернси с 1969 года.
В 1971 году была эмитирована новая серия стандартных марок с обозначением номиналов в только что введённой десятичной денежной системе.
Регулярно почтовым ведомством Гернси производится выпуск памятных почтовых марок местной и международной тематики[≡].

## Другие виды почтовых марок
Почтовой службой Гернси также выпускались доплатные марки.
Авиапочтовые марки Гернси не эмитировались, хотя следует отметить, что 22 мая 1939 года авиакорреспонденция помечалась специальным почтовым штампом.

## Выпуски Олдерни
Существовавшей на Олдерни до 1983 года частной почтовой службой делались выпуски, которые не имели официального характера и были в ходу лишь для франкирования корреспонденции на другие Нормандские острова.
Собственные почтовые марки Олдерни издаются с 1983 года, причём они действительны на всей территории бейливика Гернси.

## Цельные вещи
В 1969 году в почтовом обращении появились собственные цельные вещи Гернси: конверты заказных почтовых отправлений и аэрограммы.